# Fatimih Dávila
Fatimih Dávila Sosa (Punta del Este,1 de febrero de 1988-Ciudad de México, 2 de mayo de 2019) fue una modelo y reina de belleza uruguaya ganadora del certamen Miss Universo Uruguay 2006. Representó a su país en el certamen Miss Universo celebrado en Los Ángeles (California, Estados Unidos), el 23 de julio de 2006.

## Biografía

### Carrera de modelo
También representó a su país en los concursos de belleza Reina Sudamericana 2006 (donde se ubicó en el Top 6), Miss Modelo del Mundo 2006 (semifinalista), Miss Continente Americano 2006 (primera finalista) y Miss Mundo en Johannesburgo (Sudáfrica) el 13 de diciembre de 2008.

### Carrera de televisión
Tuvo papeles secundarios en las telenovelas El triunfo del amor en El Universal y Soy tu dueña en Televisa.

## Vida personal
De 2006 a 2011, vivió en la comuna de Las Condes en Santiago de Chile, y más tarde en Ciudad de México.

## Fallecimiento
El 2 de mayo de 2019 fue encontrada muerta en un hotel en Colonia Nápoles, Ciudad de México. La policía encontró a la modelo suspendida del cuello en el cuarto de baño de una de las habitaciones.
Las primeras investigaciones arrojan que llegó a la capital mexicana el 23 de abril, que un conocido la ayudó a instalarse en el hotel y que tendría una entrevista de trabajo. Se investiga si murió a causa de un suicidio o alguien la asesinó.